# Mundochthonius ussuricus
Mundochthonius ussuricus es una especie de arácnido  del orden Pseudoscorpionida de la familia Chthoniidae.

## Distribución geográfica
Se encuentra en Rusia.